# 卡拉马讷
卡拉马讷（法語：Calamane，法語發音：[kalaman]）是法国洛特省的一个市镇，属于卡奥尔区。

## 地理
卡拉马讷（44°31'33"N, 1°23'27"E）面积7.6 平方千米，位于法国奧克西塔尼大區洛特省，该省份为法国西南部内陆省份，北起顺时针与科雷兹省、康塔爾省、阿韦龙省、塔恩-加龙省、洛特-加龍省和多尔多涅省接壤。
与卡拉马讷接壤的市镇（或旧市镇、城区）包括：布瓦西耶尔、卡奥尔、埃斯佩尔、马克苏、梅屈埃斯、尼泽茹尔、圣皮埃尔拉弗耶。

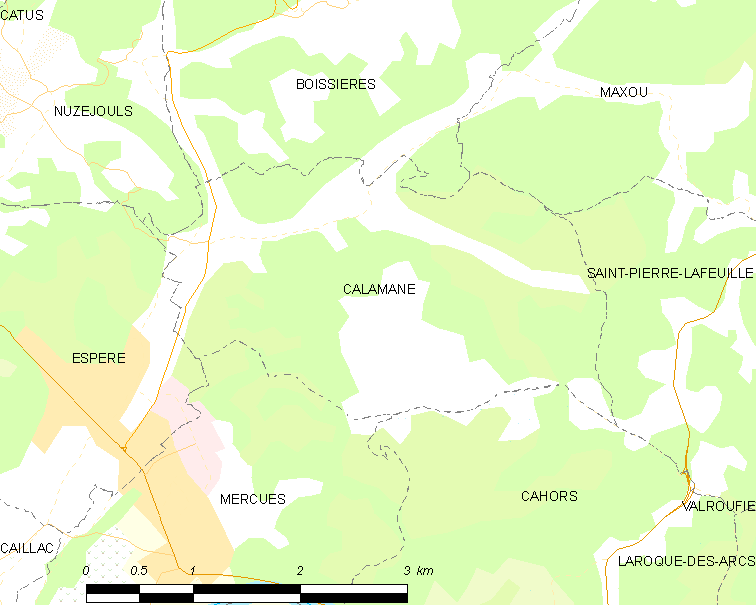
卡拉马讷的OSM定位图

卡拉马讷的时区为UTC+01:00、UTC+02:00（夏令时）。

## 行政
卡拉马讷的邮政编码为46150，INSEE市镇编码为46046。

## 政治
卡拉马讷所属的省级选区为科斯和布里亚讷县。

## 人口

1962-2008年间卡拉马讷人口变化图示

卡拉马讷于2022年1月1日时的人口数量为458人。